# Electric (album Porter Band)
Electric – album koncertowy zespołu Porter Band, nagrany w krakowskim Studiu FM. Wydany w 2000 przez Universal Music PL / Scena FM. W 2007 firma Metal Mind Productions dokonała reedycji płyty.

## Lista utworów
1. "Suicide Bridge" (J. Porter) – 5:12
2. "Leather Skirt" (J. Porter) – 3:09
3. "One Day" (J. Porter) – 3:45
4. "Nothern Winds" (J. Porter) – 3:43
5. "Climate" (J. Porter) – 2:56
6. "Pogotowie 999" (J.Porter, K. Cwynar, A. Mrożek)) – 2:55
7. "Crazy, Crazy, Crazy" (J. Porter) – 5:23
8. "Ain't Got My Music" (J. Porter) – 4:08
9. "Heavy Traffic" (J. Porter) – 3:18
10. "Fixin'" (J. Porter) – 5:32
11. "Help Me, Help Me" (J. Porter) – 2:28
12. "Kiss Your Pain" (J. Porter) – 5:10
13. "Refill" (J. Porter) – 7:05
14. "I'm Just a Singer" (J. Porter) – 7:13
15. "How I Want You" (J. Porter) – 3:38

## Skład
- John Porter – śpiew, gitara, gitara akustyczna
- Krzysztof Zawadka – gitara, chórki
- Marek "Bruno" Chrzanowski – gitara basowa, chórki
- Piotr "Posejdon" Pawłowski – perkusja, chórki

Gościnnie
- Neil Black – skrzypce ("How I Want You")

Realizacja
- Piotr Witkowski – realizacja, miksowanie i mastering
- Piotr Krasny – realizacja, miksowanie i mastering
- Ryszard Kramarczyk – realizacja, miksowanie i mastering
- Porter Band – realizacja, miksowanie i mastering ("How I Want You")